# Acandí (ort)
Acandí är en ort i Colombia.   Den ligger i departementet Chocó, i den nordvästra delen av landet, 600 km nordväst om huvudstaden Bogotá. Acandí ligger 9 meter över havet och antalet invånare är 4 840.
Terrängen runt Acandí är kuperad västerut, men åt sydost är den platt. Havet är nära Acandí åt nordost. Runt Acandí är det glesbefolkat, med 19 invånare per kvadratkilometer. Det finns inga andra samhällen i närheten. Omgivningarna runt Acandí är en mosaik av jordbruksmark och naturlig växtlighet.